# Hadley's Purchase
Hadley's Purchase es un municipio ubicado en el condado de Coös en el estado estadounidense de Nuevo Hampshire. En el año 2010 tenía una población de 0 habitantes y una densidad poblacional de 0 personas por km².

## Geografía
Hadley's Purchase se encuentra ubicado en las coordenadas 44°7′35″N 71°19′58″O / 44.12639, -71.33278. Según la Oficina del Censo de los Estados Unidos, el municipio tiene una superficie total de 19.2 km², de la cual 19,2 km² corresponden a tierra firme y (0 %) 0 km² es agua.

## Demografía
Según el censo de 2010, había 0 personas residiendo en Hadley's Purchase. La densidad de población era de 0 hab./km². De los 0 habitantes, Hadley's Purchase estaba compuesto por el 0 % blancos. Del total de la población el 0 % eran hispanos o latinos de cualquier raza.